# Mount Bronk
Mount Bronk ist ein verschneiter und 3530 m hoher Berg in der antarktischen Ross Dependency. In der Hughes Range des Transantarktischen Gebirges ragt er 6 km nordöstlich des Mount Waterman auf.
Der US-amerikanische Polarforscher Richard Evelyn Byrd entdeckte und fotografierte ihn während eines Erkundungsfluges am 18. November 1929 im Rahmen seiner ersten Antarktisexpedition, der Byrd Antarctic Expedition (1928–1930). Der US-amerikanische Geophysiker Albert P. Crary (1911–1987) nahm von 1957 bis 1958 Vermessungen des Berges vor und benannte ihn nach Detlev Wulf Bronk (1897–1975), Präsident der National Academy of Sciences, welche die Forschungsaktivitäten in Antarktika im Rahmen des Internationalen Geophysikalischen Jahres (1957–1958) unterstützte.